# INGEB
El Instituto de Ingeniería Genética y Biotecnología (INGEB) es un instituto público de investigación bosnio, miembro de la Universidad de Sarajevo (UNSA),  y centro afiliado al Centro Internacional de Ingeniería Genética y Biotecnología (CIIGB).
El CIIGB se creó como proyecto especial de la Organización de las Naciones Unidas para el Desarrollo Industrial (ONUDI).
El CIIGB se fundó con el nombre de «Centro de Ingeniería Genética y Biotecnología» en 1988. La sede del INGEB se encuentra en Sarajevo.
Uno de los fundadores más destacados del INGEB fue el profesor Rifat Hadžiselimović, con el apoyo del Gobierno de la República Socialista de Bosnia y Herzegovina, la ANUBiH y los mayores sistemas económicos de ByH.
Tras el acta de constitución, se encomendaron al INGEB las funciones de artífice, creador institucional y portador de la labor científica y profesional global en el desarrollo de la ingeniería genética y la biotecnología molecular en ByH.
En 1993, mediante un acto jurídico, la Asamblea de la República de Bosnia y Herzegovina asumió el derecho de fundadora de la institución. 
Al comienzo de la Guerra de Bosnia, y más tarde, en 1999, el derecho de fundadora del INGEB (como «institución pública que funcionará dentro de la Universidad de Sarajevo») fue asumida por el Cantón de Sarajevo. 

## Estructura y actividades
En el INGEB, existen las siguientes unidades funcionales:
- Laboratorio de genética forense;
- Laboratorio de genética humana;
- Laboratorio de OGM y bioseguridad alimentaria;
- Laboratorio de genética molecular de recursos naturales;
- Laboratorio de bioinformática y bioestadística, y
- Laboratorio de citogenética y genotoxicología.[13]